# Harris Dickinson
Harris Dickinson (Leytonstone, Londres, Inglaterra, 24 de junio de 1996) es un actor, escritor y cineasta británico conocido por sus roles en películas como The Darkest Minds (2018), Maléfica: Dueña del mal (2019) o The King's Man (2021). Desde entonces, ha formado parte del elenco de la serie de HBO Trust y ha sido nominado a los premios Independent Spirit en la categoría de mejor actor principal.

## Primeros años
Dickinson nació el 24 de junio de 1996 en Leytonstone, Londres y se crio en el mismo lugar. A los diecisiete años, dejó sus estudios en el instituto, donde trataba de estudiar teatro y filmografía. Dickinson casi decidió optar por una carrera en los Royal Marines, pero fue convencido de volver a sus estudios en teatro por su profesor de la RAW Academy, en Londres. El actor ha comentado que muchas personas deciden no perseguir sus sueños "porque están asustados, o no reciben el suficiente apoyo"

## Carrera
En 2016, Dickinson obtuvo su primer papel importante en Beach Rats, película de Eliza Hittman que trata sobre un hombre descubriendo su sexualidad en el paseo marítimo de Coney Island. Harris Dickinson obtuvo un premio del London Film Critics Circle al mejor actor joven británico.

## Filmografía

### Cine
| Año  | Título                  | Personaje           | Notas                            |
| ---- | ----------------------- | ------------------- | -------------------------------- |
| 2013 | Who Cares               |                     | Director y escritor Cortometraje |
| 2013 | Surface                 |                     | Director y escritor Cortometraje |
| 2014 | Battle Lines            | Stanley             |                                  |
| 2015 | Drop                    |                     | Dierctor y escritor Cortometraje |
| 2017 | Beach Rats              | Frankie             |                                  |
| 2017 | Morning Blues           |                     | Cortometraje                     |
| 2017 | Postcards from London   | Jim                 |                                  |
| 2018 | Mentes Poderosas        | Liam                |                                  |
| 2019 | County Lines            | Simon               |                                  |
| 2019 | Matthias & Maxime       | McAfee              |                                  |
| 2019 | Maléfica: Dueña del Mal | Príncipe Phillip    |                                  |
| 2021 | The Souvenir Parte II   | Pete                |                                  |
| 2021 | The King's Man          | Conrad Oxford       |                                  |
| 2022 | La chica salvaje        | Chase Andrews       |                                  |
| 2022 | The Medium              | Ben                 |                                  |
| 2022 | Triangle of Sadness     | Carl                |                                  |
| 2022 | See How They Run        | Dickie Attenborough |                                  |
| 2023 | The Iron Claw           | David Von Erich     |                                  |
| 2024 | Babygirl                | Samuel              |                                  |

### Televisión
| Año  | Título                                   | Personaje           | Notas                              |
| ---- | ---------------------------------------- | ------------------- | ---------------------------------- |
| 2014 | Some Girls                               | Tonka               | 2 episodios                        |
| 2016 | Home                                     | P.K Bell            | Película televisiva                |
| 2017 | Silent Witness                           | Aaron Logan         | Episodio: "Remembrance" (2 partes) |
| 2017 | Clique                                   | Sam                 | 4 episodios                        |
| 2018 | Trust                                    | John Paul Getty III | Elenco principal                   |
| 2019 | Cristal oscuro: la era de la resistencia | Gurjin              | Voz                                |
| 2023 | A Murder at the End of the World         | Bill                | Elenco principal                   |

## Premios y nominaciones
| Año  | Premio                            | Categoría                            | Trabajo Nominado | Resultado | Ref.   |
| ---- | --------------------------------- | ------------------------------------ | ---------------- | --------- | ------ |
| 2017 | Gotham Independent Film Awards    | Actor revelación                     | Beach Rats       | Nominado  | [ 8 ]  |
| 2017 | Premios Independient Spirit       | Mejor protagonista masculino         | Beach Rats       | Nominado  | [ 9 ]  |
| 2018 | London Film Critics Circle Awards | Mejor actor joven británico/irlandés | Beach Rats       | Ganador   | [ 10 ] |
| 2020 | British Independent Film Awards   | Mejor actor de reparto               | County Lines     | Nominado  | [ 11 ] |